# Suncroft
Suncroft (en irlandais, Crochta na Gréine) est un village du comté de Kildare, en Irlande, au sud de The Curragh et à l'est de la ville de Kildare.

## Toponymie
Suncroft signifie "champ béni par le soleil".
Selon le folklore local, Suncroft a été nommé par un prêtre qui se promenait dans la ferme (ou le champ). Le soleil brillait si fort sur le champ qu'il a décidé de nommer l'endroit Suncroft.

## Démographie
Au recensement de 2016, Suncroft comptait 746 habitants.

## Enseignement
La Suncroft National School (en irlandais Scoil Bhride, Crochta na Gréine) est l'école primaire de la ville.

## Transports
La ligne 126 des Bus Éireann  dessert le village une fois par jour dans chaque direction (pas le dimanche) fournissant un lien vers/depuis Kildare, Newbridge, Naas et Dublin. Les gares les plus proches sont la gare de Kildare et la gare de Newbridge.

## Sports
Suncroft A.F.C. est le club de football local et Suncroft GAA le  club de la Gaelic Athletic Association.